# جينيفر غودريدغ
جينيفر غودريدغ (بالإنجليزية: Jennifer Goodridge)‏ هي مغنية وكاتبة غنائية أمريكية، ولدت في 27 يونيو 1980 في سان دييغو في الولايات المتحدة.